# سانت فنسنت (فنان)
سانت فنسنت (بالإنجليزية: St. Vincent) (و. 1982  م) هي مغنية مؤلفة، ومغنية، وموسيقية، وملحنة، وعازفة قيثارة أمريكية، ولدت في تلسا.

## التعليم
تعلمت في كلية باركلي للموسيقى (منذ 2001).

## جوائز
حصلت على جوائز منها:
- جائزة جرامي لأفضل ألبوم موسيقى بديلة، عن عمل: St. Vincent (album) [الإنجليزية]‏ (2015).

## وصلات خارجية
- سانت فنسنت على موقع IMDb (الإنجليزية)
- سانت فنسنت على موقع ميتاكريتيك (الإنجليزية)
- سانت فنسنت على موقع ميوزك برينز (الإنجليزية)
- سانت فنسنت على موقع رولينغ ستون (الإنجليزية)
- سانت فنسنت على موقع أول ميوزيك (الإنجليزية)
- سانت فنسنت على موقع ديسكوغز (الإنجليزية)
- سانت فنسنت على موقع قاعدة بيانات الفيلم (الإنجليزية)
- سانت فنسنت في قاعدة بيانات الأفلام على الإنترنت